# Село Пилатовићи, борци пали у ратовима од 1912. до 1918. године
Списак бораца из села Пилатовићи, Општина Пожега, погинулих и умрлих у Балканским и Првом светском рату преузет је из књиге „Пожега и околина”, објављене 1978. године.

## Списак
1. Алексић Илија
2. Бајић Гојко
3. Бајић Живојин
4. Бајић Милисав
5. Бајић Милорад
6. Бајић Радисав
7. Божић Лука
8. Божић Миленко
9. Божић Милија
10. Божић Милосав
11. Божић Павле
12. Буквић Јосиф
13. Буквић Милија
14. Буквић Милисав
15. Буквић Павле
16. Вујовић Јован
17. Вукајловић Новит
18. Ђуровић Благоје
19. Ђуровић Јездимир
20. Јанковић Богосав
21. Јанковић Радисав
22. Јовичић Будимир
23. Јотић Драгутин
24. Јотић Љубисав
25. Луковић Душан
26. Луковић Сава
27. Луковић Светислав
28. Маркићевић Илија
29. Маркићевић Милан
30. Маркићевић Марко
31. Маркићевић Паун
32. Маркићевић Радосав
33. Маркићевић Ранко
34. Маркићевић Светозар
35. Маркићевић Тривун
36. Маринковић Тихомир
37. Маслар Михаило
38. Милићевић Витомир
39. Милићевић Јездимир
40. Милићевић Тома
41. Мијатовић Љубисав
42. Недељковић Милић
43. Николић Ђорђе
44. Николић Саво
45. Николић Светозар
46. Павловић Витомир
47. Павловић Милорад
48. Павловић Милош
49. Павловић Павле
50. Павловић Пантелија
51. Павловић Радосав
52. Павловић Раденко
53. Павловић Рајко
54. Павловић Сретен
55. Паунић Богдан
56. Петровић Михаило
57. Петровић Радојица
58. Петровић Светозар
59. Росић Танасије
60. Савић Војин
61. Савић Вучко
62. Савић Живојин
63. Савић Ф. Милан
64. Савић Милија
65. Савић Радивоје
66. Савић Радован
67. Савић Светозар
68. Седлић Радован
69. Токовић Сретен
70. Тошић Милун
71. Удовичић Јован
72. Чолић Божо
73. Чолић Добривоје
74. Чолић Јосип
75. Чолић Милета
76. Чолић Милисав
77. Чолић Милосав
78. Чолић Тијосав[1]

## Списак са подацима
У књизи „Драгачево и његови славни синови” Милисава Д. Протића-Гучанина из 1940. године објављен је интегралан списак у коме су наведени подаци о сваком страдалом ратнику:
1. Витомир Милићевић, капетан I класе, пао славно на Гучеву 15. октобра 1914.
2. Илија Маркићевић, потпоручник, пао славно пао на Гучеву 1914.
3. Алексић Илија, редов, умро код куће на боловању 1915.
4. Бајић Гојко, редов, умро код куће на боловању 1915.
5. Бајић Живојин, редов, умро у Јагодини 1914.
6. Бајић Милисав, редов, нестао при повлачењу 1915.
7. Бајић Милорад, редов, пог. на Брестовнику 1915.
8. Бајић Радисав, редов, умро код куће на боловању 1913.
9. Божић Лука, редов, умро у Уж. Пожези 1915.
10. Божић Миленко, каплар, умро у Вишеграду 1918.
11. Божић Милија, редов, умро у Болгодасану 1916.
12. Божић Милосав, редов умро у Приштини 1915.
13. Божић Павле, редов, умро у Нишу 1914.
14. Буквић Јосип, наредник, умро у Ужицу 1915.
15. Буквић Милија, редов, умро у Немачкој 1916.
16. Буквић Милисав, редов, умро на острву Виду 1916.
17. Буквић Павле, редов, умро у отступању 1915.
18. Вујовић Јован, редов, пог. код Н. Пазара 1912.
19. Вукајловић Новит, редов, умро у Скопљу 1912.
20. Ђурђић Благоје, редов, умро у ропству у Немачкој 1916.
21. Ђурђић Јездимир, редов, умро у ропству у Немачкој 1916.
22. Јанковић Богосав, редов, нестао при повлачењу 1915.
23. Јанковић Радисав, редов, пог. на Мачковом Камену 1914.
24. Јовичић Будимир, редов, пог. на Шапцу 1914.
25. Јотић Василије, редов, умро код куће на боловању 1915.
26. Јотић Драгутин, редов, пог. на Брестовнику 1915.
27. Јотић Љубисав, редов, умро у ропству у Немачкој 1916.
28. Луковић Душан, редов, умро код куће на боловању 1918.
29. Луковић Саво, редов, умро при повлачењу 1915.
30. Луковић Светислав, редов, нестао при повлачењу 1915.
31. Маркићевић Милан, редов, умро у Белом Потоку 1915.
32. Маркићевић Марко, редов, умро у Смедереву 1915.
33. Маркићевић Милосав, каплар, умро код куће на боловању 1920.
34. Маркићевић Паун, редов, умро у отступању 1915.
35. Маркићевић Радосав, редов, пог. на Васјату 1913.
36. Маркићевић Ранко, редов, умро у Чачку 1918.
37. Маркићевић Светозар, редов, пог. на Брестовику 1915.
38. Маркићевић Тривун, редов, умро у Крагујевцу 1913.
39. Маринковић Тихомир, редов, нестао у повлачењу 1915.
40. Маслар Михаило, редов, пог. на Васјату 1913.
41. Милићевић Јездимир, редов, нестао при повлачењу 1915.
42. Милићевић Тома, редов, нестао при повлачењу 1915.
43. Мијатовић Љубисав, редов, умро у ропству 1916.
44. Николић Ђорђе, редов, умро у Приштини 1915.
45. Николић Саво, редов, умро у ропству 1916.
46. Николић Светозар, редов, пог. код Јагодине 1915.
47. Недељковић Милија, редов, пог. на Мачковом Камену 1914.
48. Павловић Витомир, редов, умро на боловању код куће 1913.
49. Павловић Милорад, редов, пог. на Брестовику 1915.
50. Павловић Милан, редов, нестао при повлачењу 1915.
51. Павловић Милош, каплар, пог. на Китлову 1914.
52. Павловић Павле, редов, умро код куће на боловању 1915.
53. Павловић Пантелија, наредник, пог. на Брестовику 1915.
54. Павловић Радосав, редов, умро у Крагујевцу 1915.
55. Павловић Раденко, редов, нестао у отступању 1915.
56. Павловић Рајко, редов, нестао у отступању 1915.
57. Павловић Сретен, редов, нестао у отступању 1915.
58. Паунић Богдан, редов, умро у Приштини 1915.
59. Петровић Михаило, редов, умро у Чачку 1918.
60. Петровић Радојица, наредник, пог. у Албанији 1913.
61. Петровић Светозар, редов, пог. на Брестовику 1915.
62. Савић Војин, каплар, пог. на Малом Пансу 1915.
63. Савић Вучко, редов, нестао у отступању 1915.
64. Савић Живојин, редов, умро у Јагодини 1914.
65. Савић Милан, редов, умро код куће на боловању 1915.
66. Савић Милија, наредник, пог. на Једрену 1913.
67. Савић Радивоје, редов, умро у Немачкој 1916.
68. Савић Радован, редов, умро у Крагујевцу 1915.
69. Савић Светозар, редов, умро код куће 1915.
70. Седлић Радован, редов, пог. на Ретким Буквама 1913.
71. Токовић Сретен, редов, нестао у отступању 1915.
72. Тошић Милун, редов, пог. на Васјату 1913.
73. Удовичић Јован, редов, умро код куће на боловању 1915.
74. Чолић Божо, п. наредник, умро у бугарском ропству 1916.
75. Чолић Добривоје, редов, умро у бугарском ропству 1916.
76. Чолић Јосип, редов, пог. на Китлову 1914.
77. Чолић Милета, редов, пог. на Брестовику 1915.
78. Чолић Милисав, редов, пог. на Зајчици 1914.
79. Чолић Милосав, редов, умро у Чачку 1918.
80. Чолић Тијосав, редов, умро у ропству 1916.